# Campo Alto de Aliste
Campo Alto de Aliste este o arie protejată (arie specială de conservare — SAC, sit de importanță comunitară — SCI) din Spania întinsă pe o suprafață de 2.278,77 ha, integral pe uscat.

## Localizare
Centrul sitului Campo Alto de Aliste este situat la coordonatele 41°49′22″N 6°22′00″W / 41.8229°N 6.3667°V.

## Înființare
Situl Campo Alto de Aliste a fost declarat sit de importanță comunitară în februarie 2004 pentru a proteja 1 specie de animale. Situl a fost protejat și ca arie specială de conservare în septembrie 2015.

## Biodiversitate
Situată în ecoregiunea mediteraneană, aria protejată conține 9 habitate naturale: Pajiști umede atlantice temperate cu Erica ciliaris și Erica tetralix, Păduri de Quercus ilex și Quercus rotundifolia, Păduri de stejar galițio-portugheze cu Quercus robur și Quercus pyrenaica, Pajiști uscate europene, Pseudostepă cu ierburi și specii anuale de Thero-Brachypodietea, Păduri de Castanea sativa, Formațiuni ierboase bogate în specii de Nardus, dezvoltate pe substraturi silicioase în zone montane (și în zone submontane, în Europa continentală), Lacuri eutrofice naturale cu vegetație de tip Magnopotamion sau Hydrocharition, Iazuri temporare mediteraneene.
La baza desemnării sitului se află o specie protejată de  amfibieni: Discoglossus galganoi.
Pe lângă speciile protejate, pe teritoriul sitului au mai fost identificate 3 specii de plante, 8 specii de amfibieni, 5 specii de mamifere.